# کمرگاه
کمرگاه (انگلیسی: Kumargah) یک ژرف‌دره و کوه به ارتفاع ۲۱۸۱ متر است که در ولایت بلخ افغانستان واقع شده است.